# Herpetogramma servalis
Herpetogramma servalis es una especie de polilla del género Herpetogramma, categorizada en la tribu Herpetogrammatini, de la subfamilia Spilomelinae. Fue descrita por Julius Lederer en 1863.

## Distribución
Se distribuye por América del Sur: Brasil.